# Audea postalbida
Audea postalbida là một loài bướm đêm trong họ Erebidae.